# Magnus Laurentii Breman
Magnus Laurentii Breman (Bregius), född 1626 i Hogstads församling, Östergötlands län, död 1690 i Mjölby församling, Östergötlands län, var en svensk präst i Mjölby församling.

## Biografi
Magnus Laurentii Breman föddes 1626 i Hogstads församling och var son till bonden Lars. Han blev 1646 student vid Uppsala universitet och prästvigdes 1 juli 1652. Breman blev 1663 krigspräst vid Östgöta kavalleriregemente och 1669 komminister i Hogstads församling. Han blev 1 juli 1674 kyrkoherde i Mjölby församling,tillträdde 1675. Breman avled 1690 i Mjölby församling.

### Familj
Breman gifte sig 1664 med Brita Rymonia. Hon var dotter till kyrkoherden Andreas Petri Normolander och Anna Jönsdotter i Hovs församling. De fick tillsammans barnen konstapeln Anders Breman (född 1665) som flyttade till Livland 1729, komministern Nicolaus Breman (född 1671) i Yxnerums församling, Petrus Breman (1676–1699) och Karin Breman som var gift med komministern Samuel Amnelius i Sörby församling.